# Eduard Meußdoerffer
Franz Wilhelm Eduard Meußdoerffer (* 14. Februar 1881 in Kulmbach; † 2. Juli 1966) war ein deutscher Brauereidirektor und Fabrikbesitzer.

## Leben
Meußdoerffer war ein Sohn des Geheimen Kommerzienrats und Ehrenbürgers von Kulmbach Wilhelm Meußdoerffer (1858–1931) und Enkel von Johann Georg Meußdoerffer (1824–1878), der die Kulmbacher Handelsmälzerei 1852 begründet hatte.
Er besuchte das Realgymnasium Nürnberg. Danach studierte er an der Universität Erlangen Chemie und absolvierte die Hochschule für Landwirtschaft und Brauerei Weihenstephan. Zudem machte er verschiedene Praktika bei Brauereien. 1904 wurde er an der Universität Erlangen promoviert. Er nahm am Ersten Weltkrieg teil, zuletzt als Major der Reserve.
Meußdoerffer gehörte in den 1930er Jahren zum Ehrenrat des Automobilclubs Kulmbach.
In den 1950er Jahren war er Geschäftsführer der Ersten Kulmbacher Mälzereigesellschaft, vormals J.G. Meußdoerffers Söhne KG, und der Meußdoerffer KG, beide in Kulmbach. Zudem war Meußdoerffer Mitglied verschiedener Aufsichtsräte.
1951 trug sich Meußdoerffer in das Goldene Buch der Stadt Kulmbach ein und wurde am 25. Januar 1956 zum Ehrenbürger von Kulmbach ernannt.
Meußdoerffer war Mitglied des Aufsichtsrates der Bayerischen Hypotheken- und Wechselbank.
Sein Bruder war der Jurist Franz Meußdoerffer (1886–1918).

## Schriften
- Einwirkung der Chloressigsäuren auf aromatische primäre Hydrazine, Erlangen 1904 (= Dissertation).